# Pascal Sébah

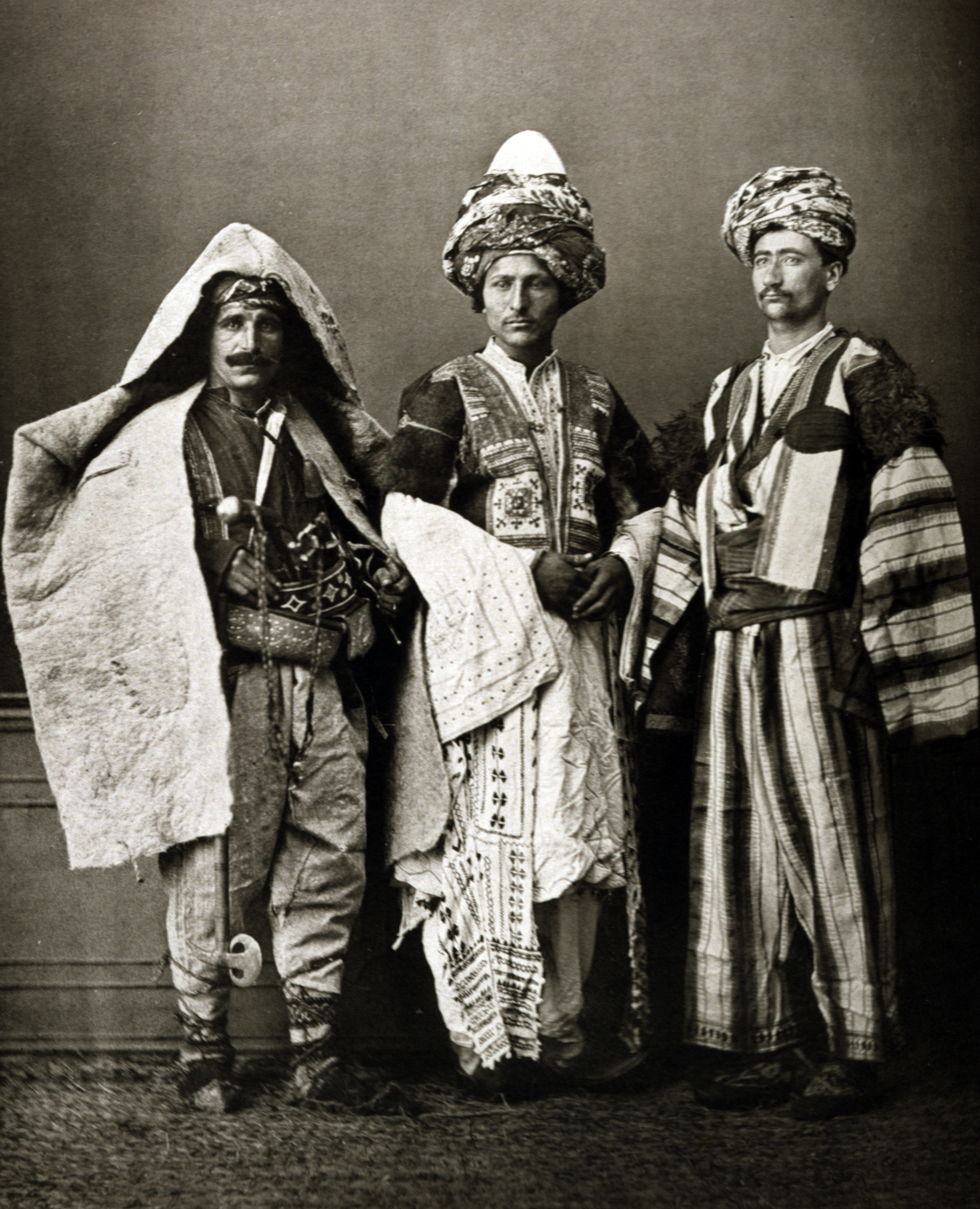
Kurdes en costumes traditionnels, photographie de l'ouvrage Les costumes populaires de la Turquie, 1873.

Pascal Sébah, né en 1823 à Constantinople et mort le 25 juin 1886 dans la même ville, est un photographe de l'Empire ottoman, actif à Constantinople et au Caire.

## Biographie
Pascal Sébah est d'origine syrienne ; son père est syrien catholique et sa mère arménienne.
Il travaille d'abord en collaboration avec un photographe français, Henri Bechard. Après avoir reçu des médailles à l'Exposition universelle de Paris en 1855, il ouvre son propre studio de photographie à Constantinople en 1857, sous le nom de « El Chark » : « L'Orient », an association avec un photographe français Antoine Laroche ; il est situé au 439 Grande Rue de Pera, au centre de la ville et à proximité des ambassades et des hôtels où se pressent les touristes. La production du studio propose tous les genres photographiques (portraits, scènes de genre, paysages et architecture). Sebah en assure la direction seul à partir de 1877 quand Laroche s'installe au Caire.
Sebah ouvre une succursale au Caire en 1873, qui se consacre à la photographie de portraits pour la clientèle locale et à la photographie de sites et des paysages pour les touristes ; il en confie la direction à son frère Cosmi.
Sebah établit une fructueuse relation de travail avec le peintre et archéologue turc Osman Hamdi Bey, en prenant des photographies lors des travaux préparatoires de l'artiste, phases lors lesquelles il expérimente les ombres et les lumières. En retour, Osman Hamdi choisit Sébah pour illustrer de 74 photographies reproduites en phototypie son ouvrage sur les costumes populaires portés par les Turcs et d'autres groupes ethniques, Les costumes populaires de la Turquie en 1873, publié à Constantinople à l'occasion de l'Exposition universelle de Vienne en Autriche,.
Sebah meurt à Constantinople le 25 juin 1886 ; il est enterré au cimetière latin catholique de Feriköy. L'atelier photographique de Constantinople est repris par son frère Cosmi Sébah, puis en 1888 par son fils Jean-Pascal qui s’associe avec Polycarpe Joailler (1838-1904) ; le studio prend le nom de Sébah & Joaillier en 1888 et fonctionnera jusqu'en 1905, date à laquelle celui du Caire ferme également.

## Galerie

### Lieux et monuments

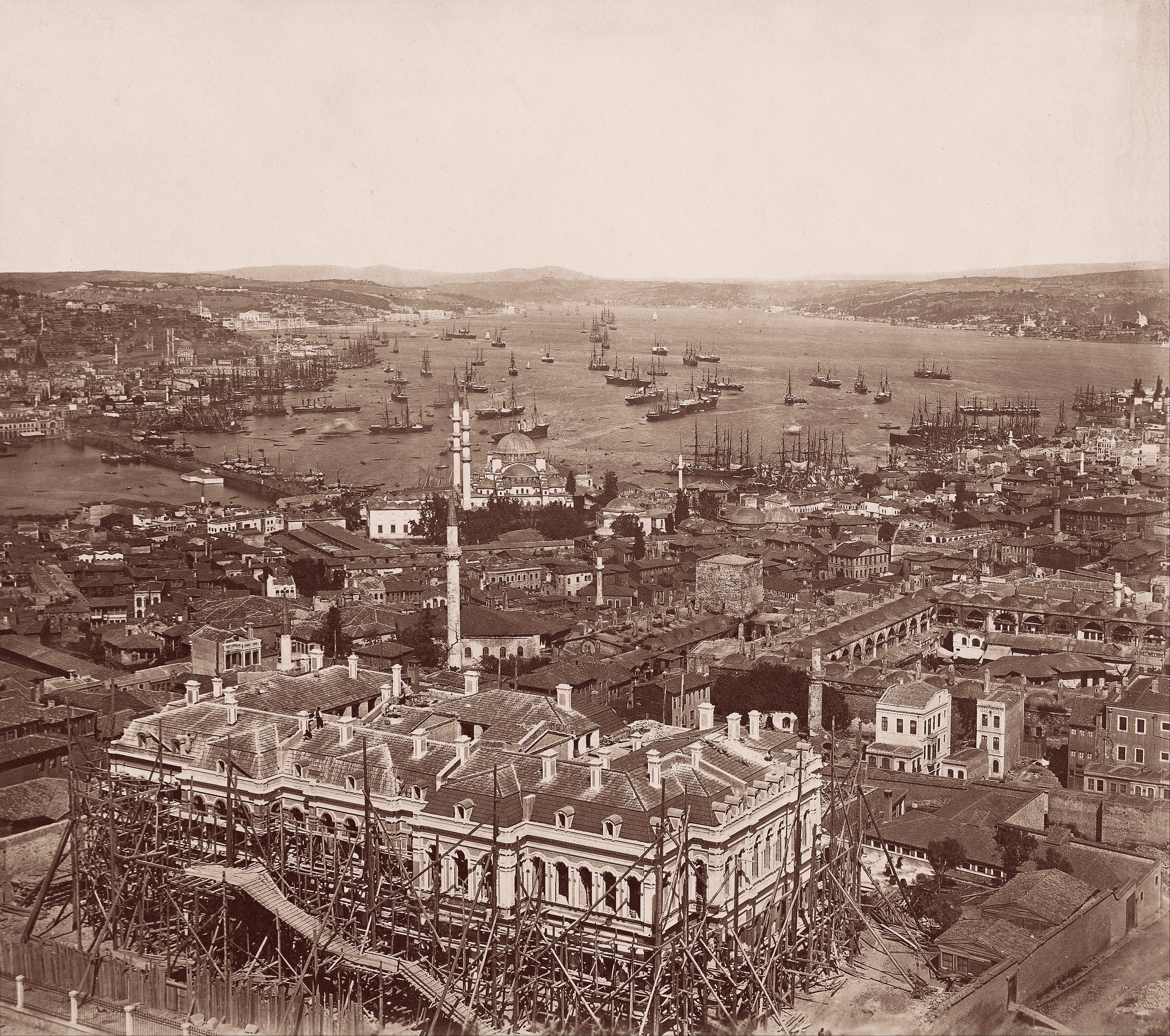
Vue du Bosphore depuis la tour Beyazıt (en) à Istanbul.
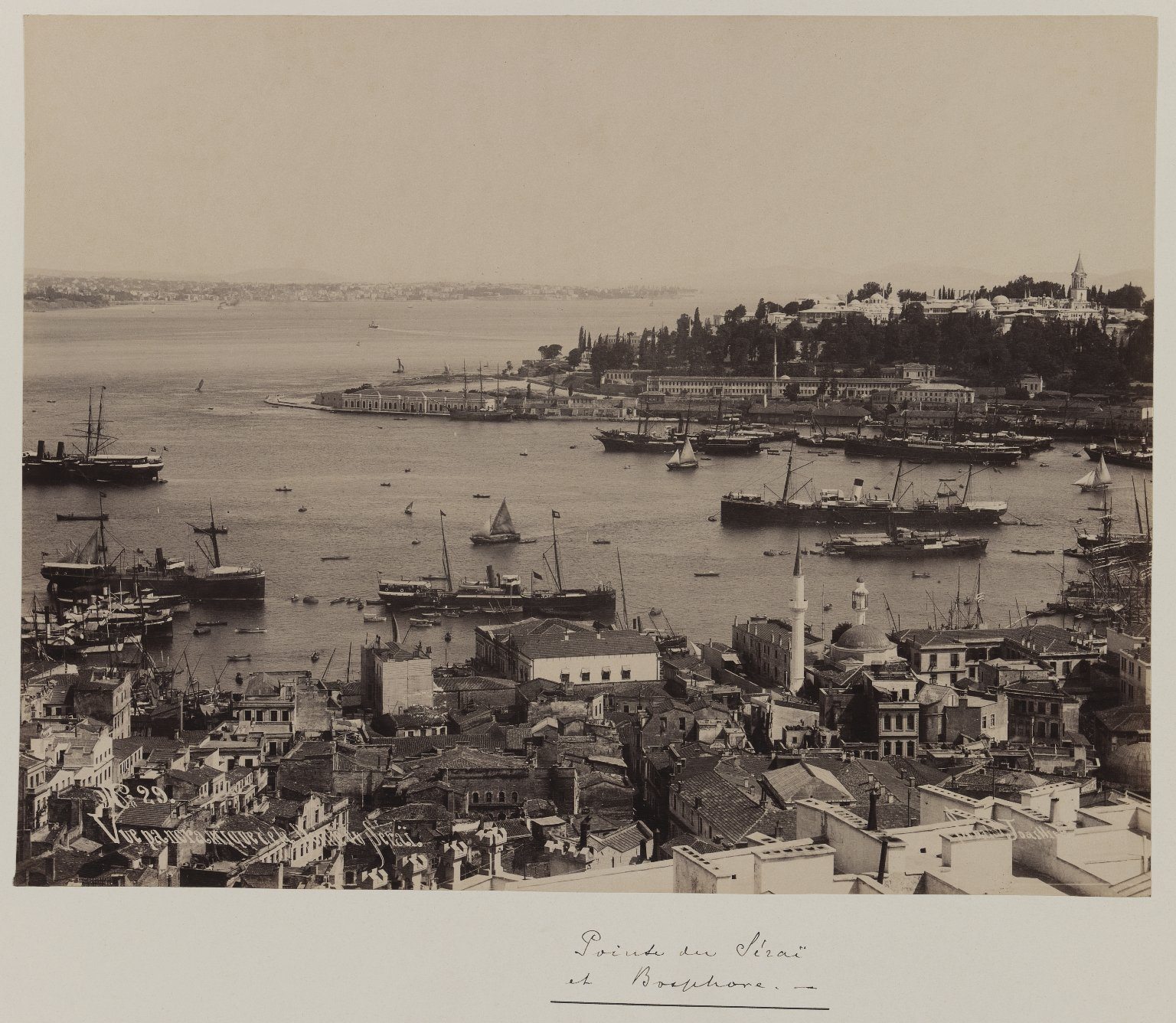
Vue d'Istanbul avec le palais de Topkapı.
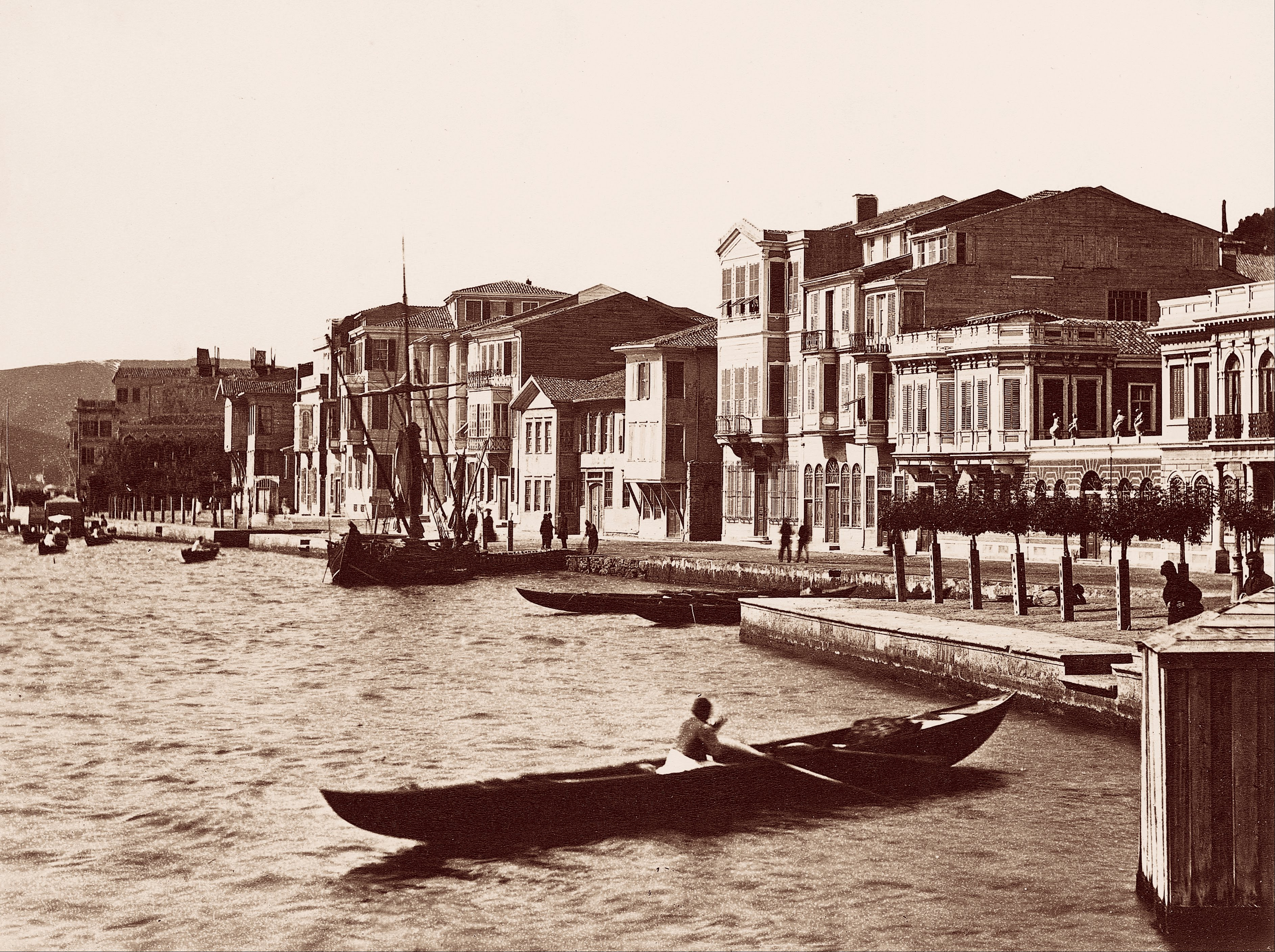
Vue du quartier de Büyükdere à Istanbul.
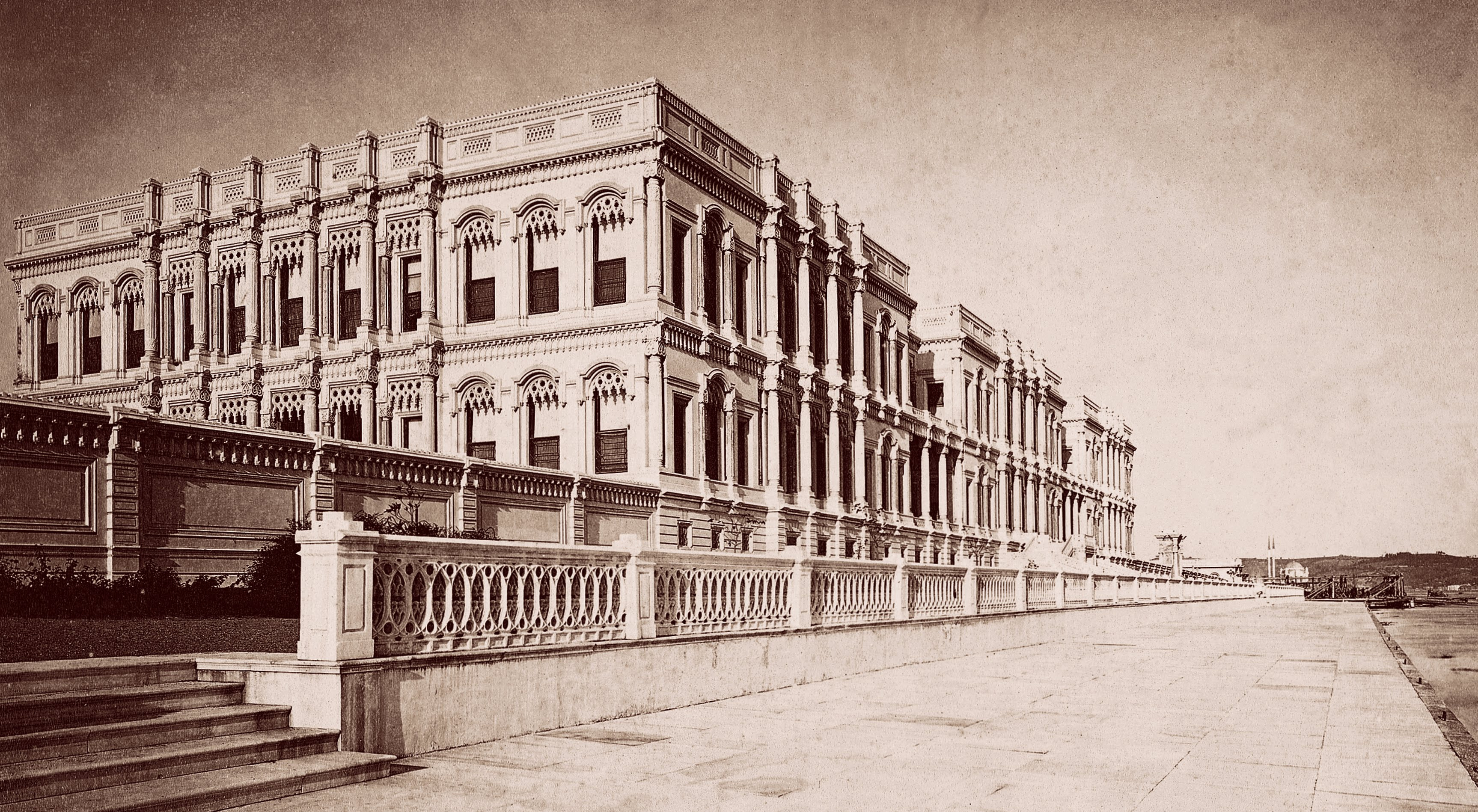
Le palais Çırağan à Istanbul.
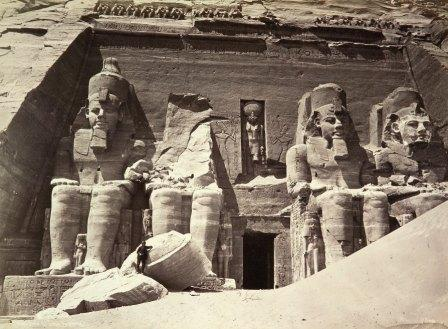
Grand temple d'Abou Simbel en Égypte, 1875.
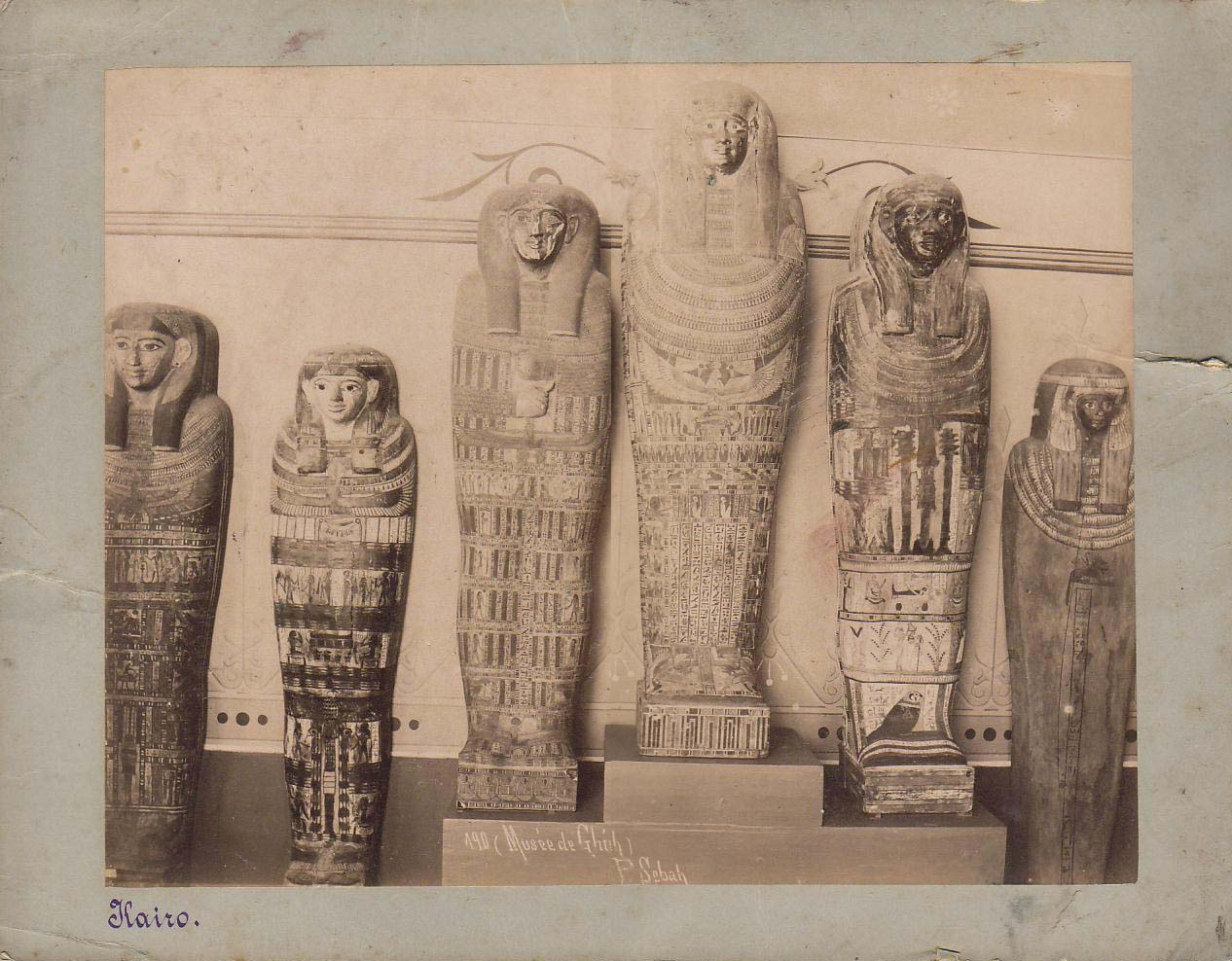
Vue du musée de Gizeh au Caire, vers 1880.

### Portraits

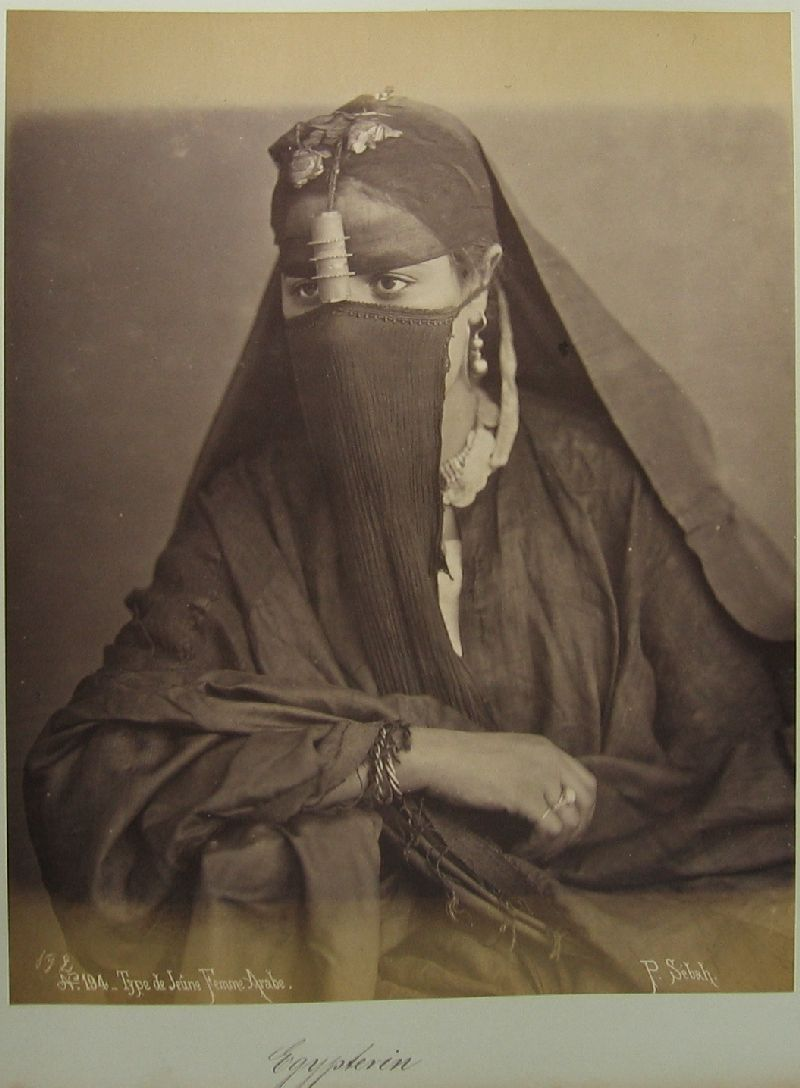
Jeune femme arabe, vers 1880.
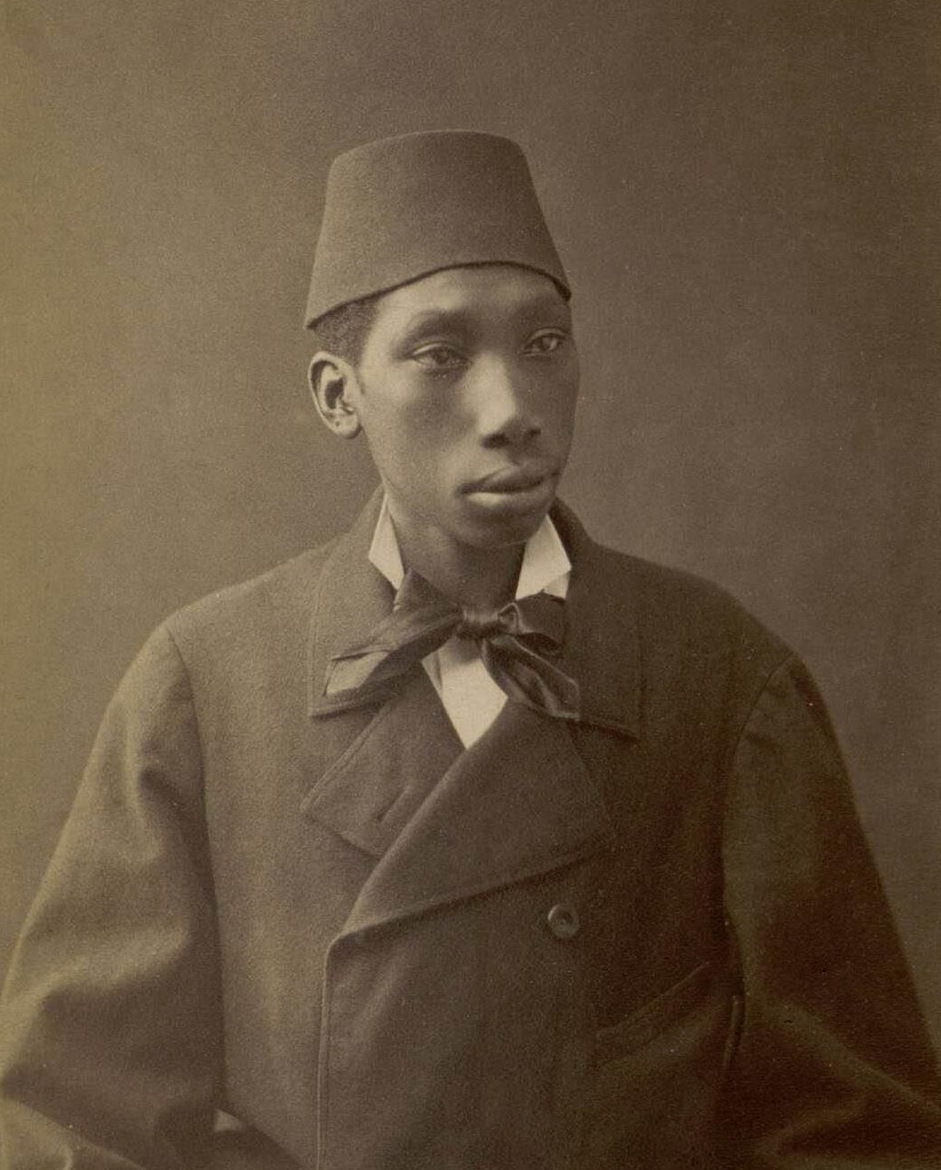
Eunuque du sultan ottoman, vers 1870.
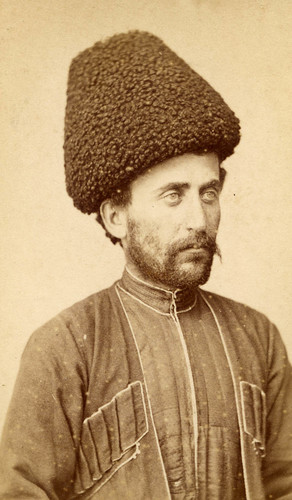
Un Géorgien.
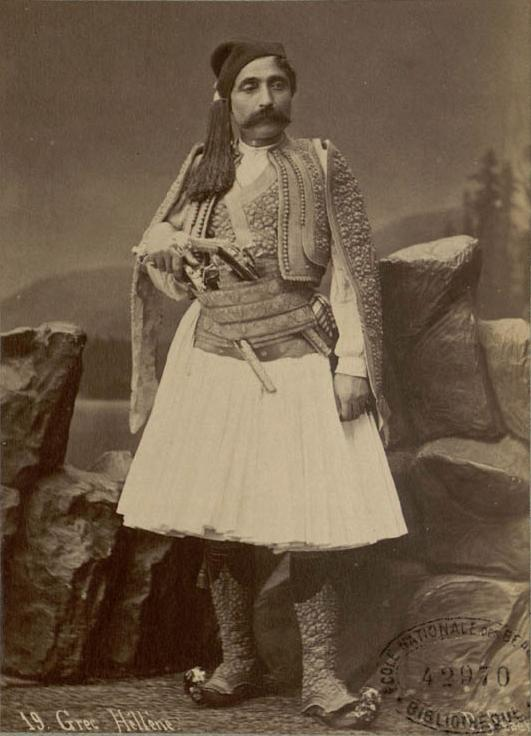
Un Grec en fustanelle, vers 1870.

### Photographies de l'ouvrageLes costumes populaires de la Turquie, 1873

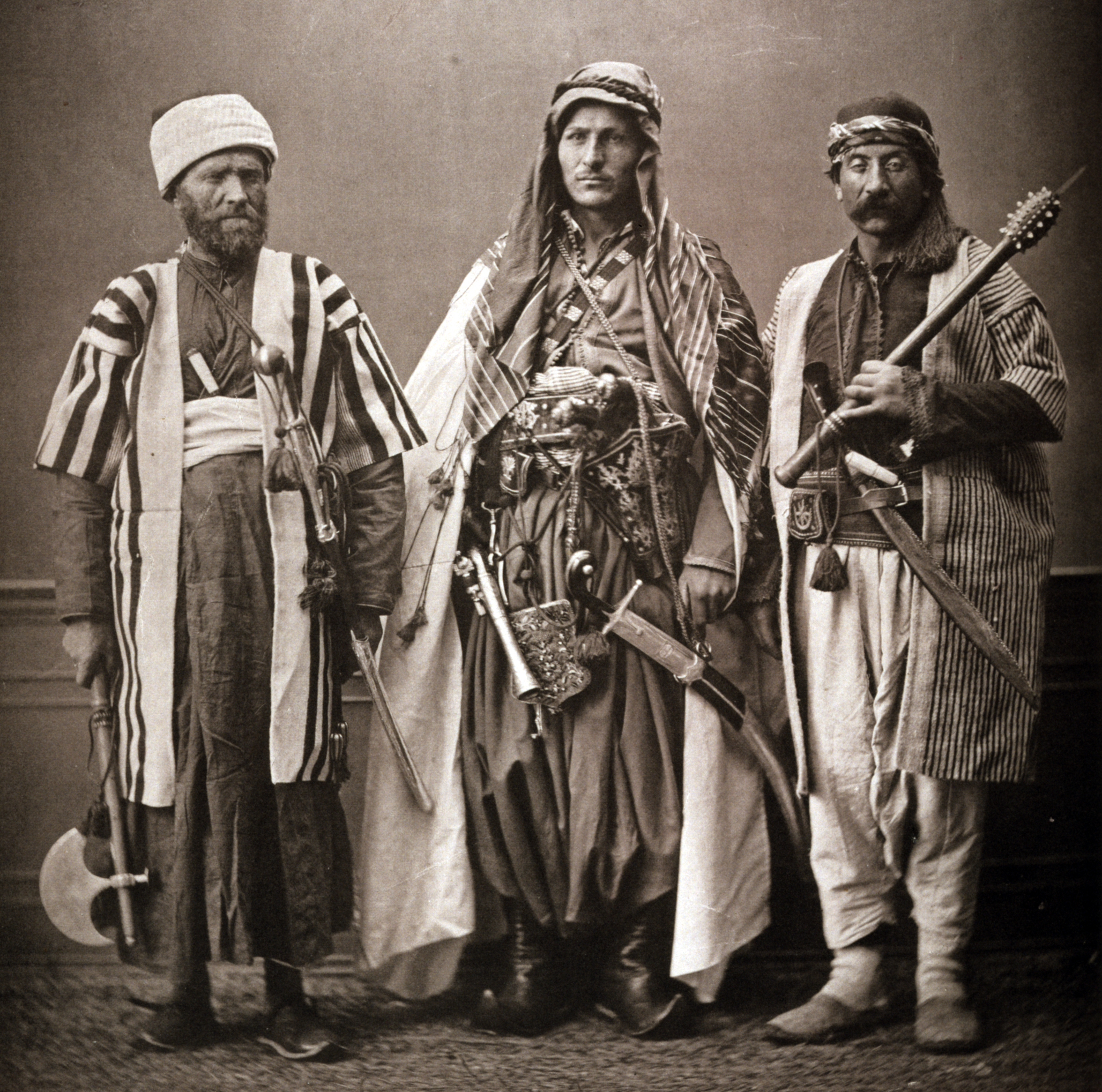
De gauche à droite : deux montagnards chrétiens de Zahlé et de Zghorta au Liban ; un Druze du Liban.
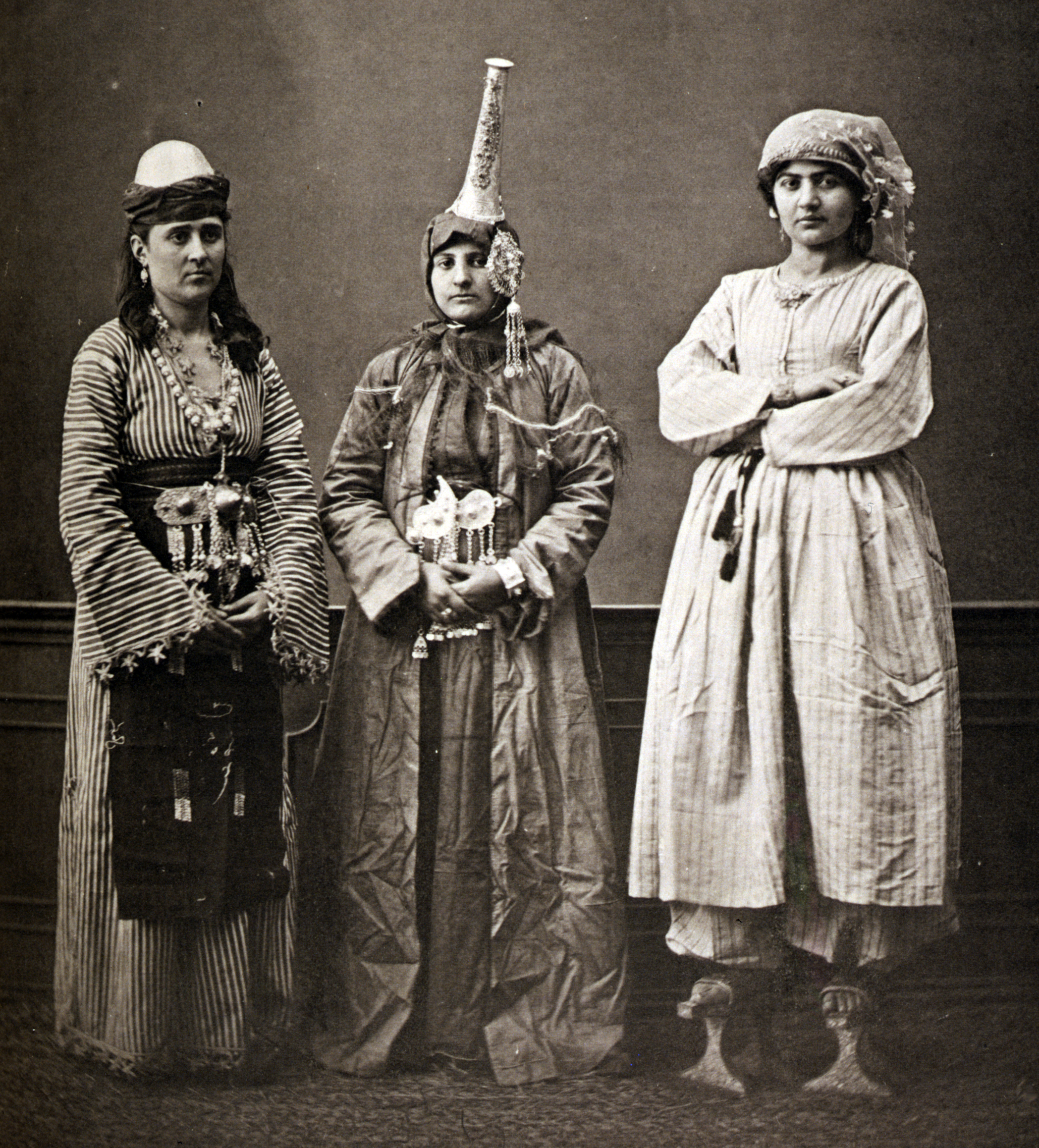
De gauche à droite, trois femmes des environs de Damas : une paysanne ; une femme druze ; une femme mariée de Damas.
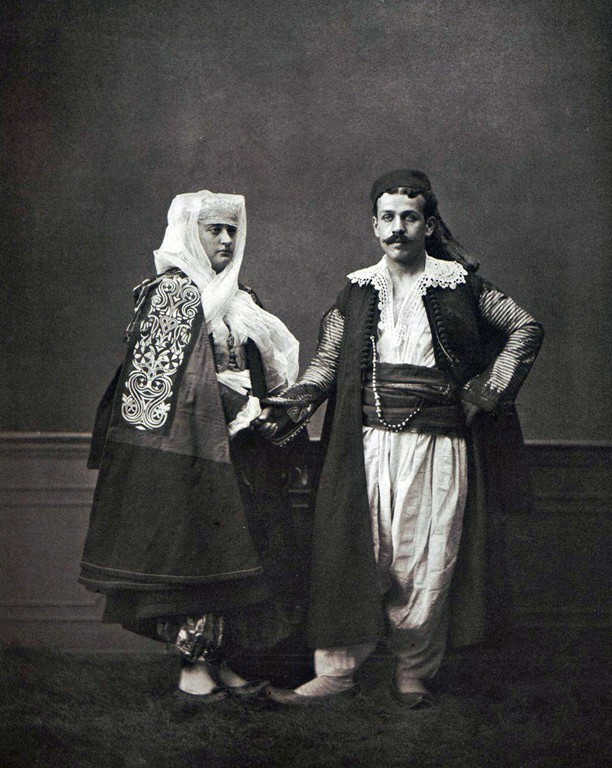
Chrétiens de Shkodër en Albanie.
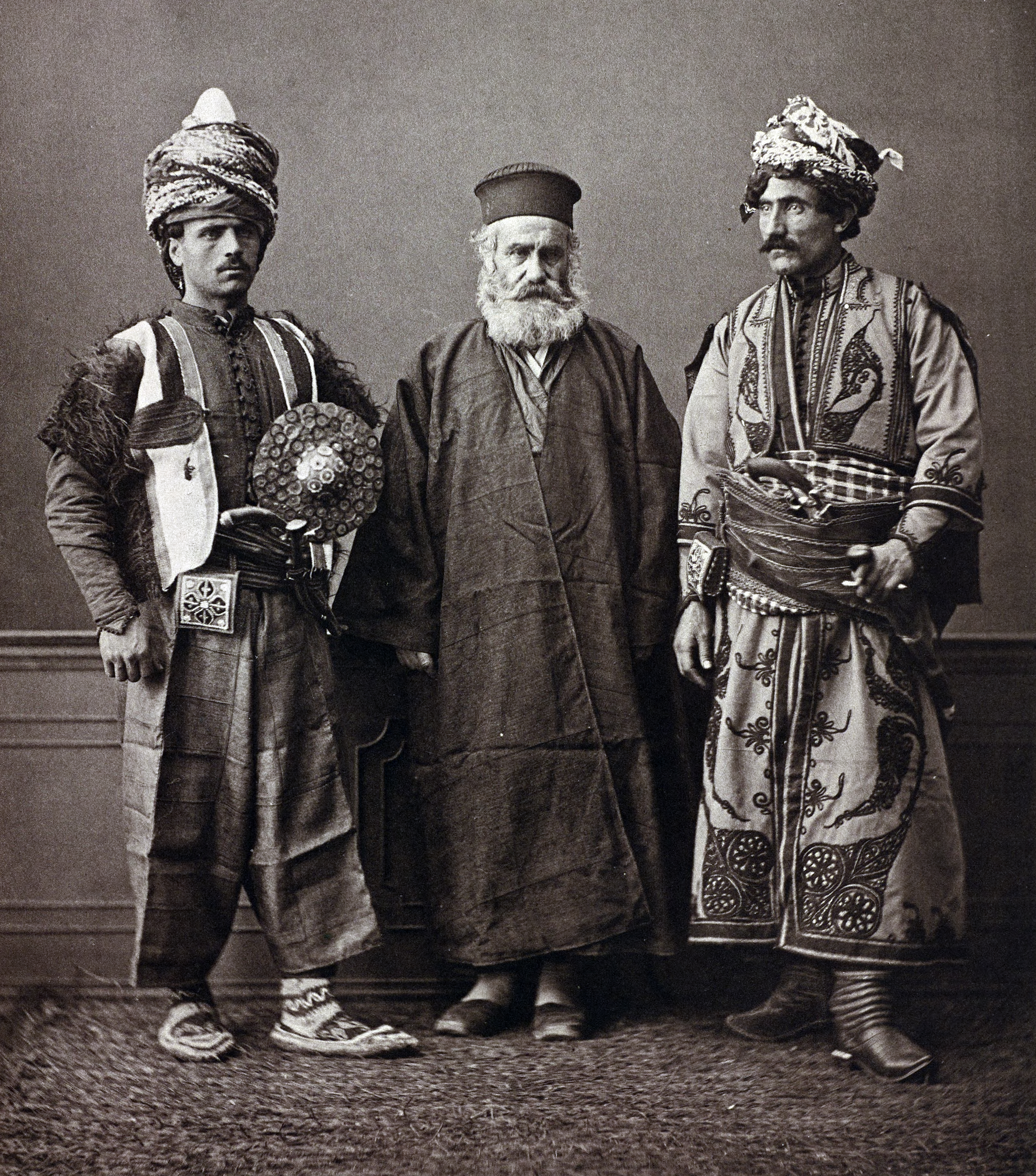
Deux Kurdes et un prêtre catholique arménien.

## Collections
- Bibliothèque nationale de France, Paris[7]
- École nationale supérieure des beaux-arts (ENSBA), Paris[8].

## Expositions collectives
- 29 mai - 11 septembre 2005 : Zu den Ufern des Nil : historische Fotografien des 19. Jahrhunderts, Reiss-Engelhorn-Museen, Mannheim[9] : photographies entre autres de Pascal Sébah, Hippolyte Arnoux, Félix Bonfils, Antonio Beato et des frères Abdullah.
- 2008 : Focus Orient : الشرق : محور الشرق - Orientalist photography from the late 19th and early 20th centuries : a selection from the Thomas Walther collection, Sharjah Art Museum (en), Charjah[10]

photographies d'Émile Béchard, Pascal Sébah, Tancrède Dumas, Frères Zangaki, Wilhelm Hammerschmidt, Félix Teynard, Francis Frith, Hippolyte Arnoux, Félix Bonfils, Gabriel Lekegian, Jean Geiser, Constant Alexandre Famin, Cosmi Sebah, Ludovico Hart, Alexandre Bougault, Lehnert & Landrock, Neurdein, Guillaume Berggren (de), A. Cavilla.